# Liste der Stolpersteine in Höchberg

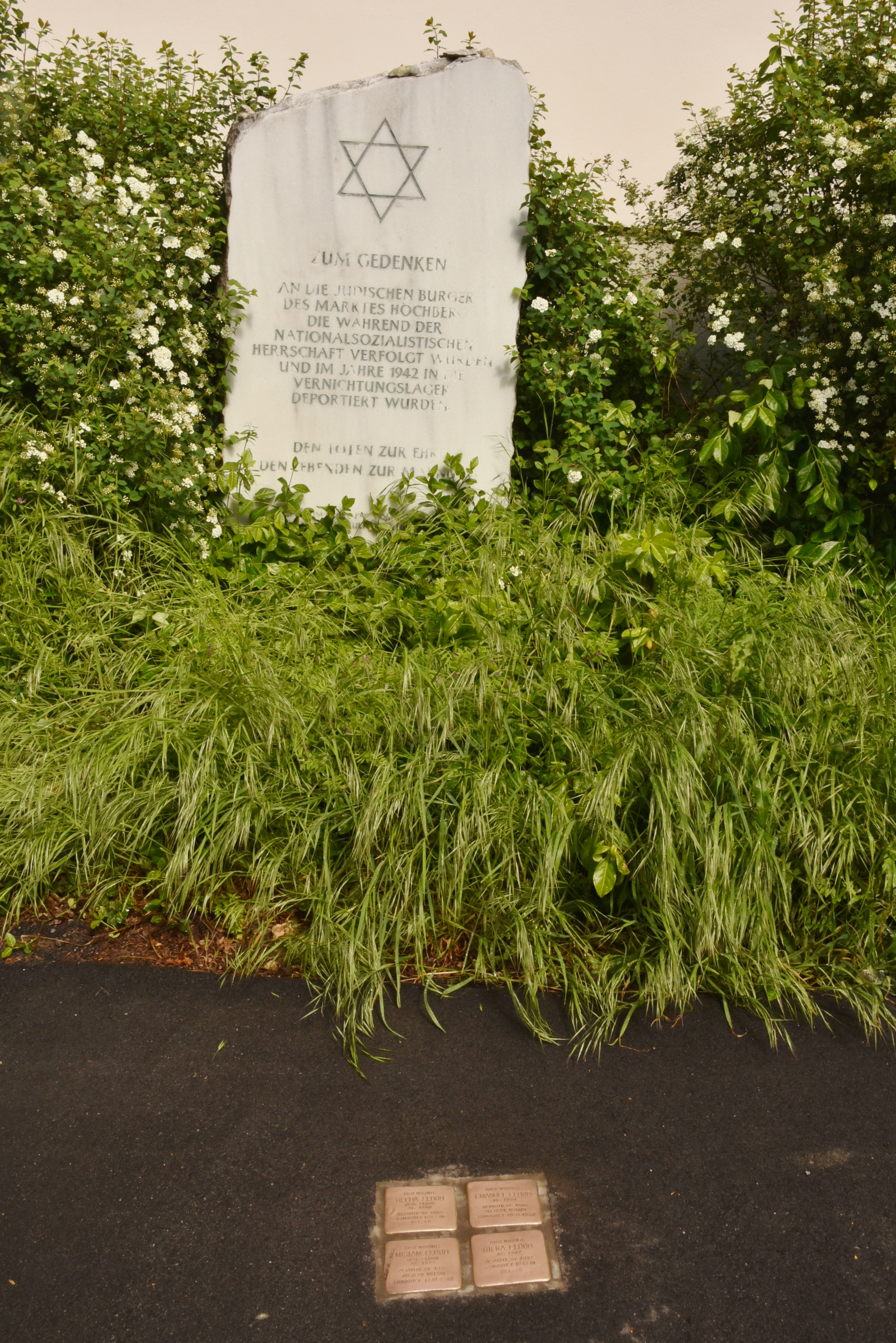
Stolpersteine vor dem Gedenkstein zur Erinnerung an die Deportationen, 2021

Die Liste der Stolpersteine in Höchberg enthält alle Stolpersteine, die im Rahmen des gleichnamigen Kunstprojekts von Gunter Demnig in Höchberg verlegt wurden. Mit ihnen soll Opfern des Nationalsozialismus gedacht werden, die in Höchberg lebten und wirkten.
Die ersten Stolpersteine in Höchberg wurden am 23. September 2008 verlegt.

## Verlegte Stolpersteine
In Höchberg wurden acht Stolpersteine an zwei Adressen verlegt.
| Stolperstein | Inschrift                                                                                          | Verlegeort           | Name, Leben |
| ------------ | -------------------------------------------------------------------------------------------------- | -------------------- | --- |
|              | HIER WOHNTE SALOMON BRAVMANN JG. 1885 DEPORTIERT 1942 ERMORDET IN BELZEC                           | Karwinkel ·          | Salomon Bravmann wurde am 11. August 1885 in Unteraltertheim geboren. Er besuchte ab 1906 die Israelitische Lehrerbildungsanstalt, wurde dann aber Handelskaufmann und Viehhändler. Er heiratete Selma geb. Rosenstock aus Laudenbach. Sie wohnten im Haus Höchberg 547. Das Paar hatte mindestens einen Sohn, Max, geboren am 17. Oktober 1908 in Heidingsfeld. Im Rahmen der Novemberpogrome 1938 wurde Salomon Bravmann verhaftet und nach Dachau verschleppt. Er war von 16. bis 26. November 1938 im dortigen Konzentrationslager interniert. Nach seiner Entlassung beantragte er sofort einen Auslandspass und Einreisevisa für die USA. Er verkaufte sofort allen Grund und Boden – das Wohnhaus mit Nebengebäude, einem Keller, Stall mit Futterboden, Wagenhalle mit Futterboden, Garten und Hofraum und etwa drei Morgen Feld. Käufer war die Gemeinde Höchberg, die sich mit dem Kreiswirtschaftsberater der NSDAP, Wiblishauser, ins Einvernehmen gesetzt hatte. Der Kaufpreis in Höhe von 12.000 Reichsmark kam auf ein Sperrkonto bei der Dresdner Bank, die Eheleute hatten keinen Zugriff. Samuel Bravmann war „so sehr in seiner Heimat verwurzelt“, so die Website Jüdisches Unterfranken, dass er sowohl das erste, als auch das zweite Ausreisevisum verfallen ließ. Da sie kein Haus mehr besaßen, wohnten die Eheleute ab 1940 im Gebäude der ehemaligen Präparandenschule, gemeinsam mit dem pensionierten Lehrer Emanuel Eldod sowie dessen Frau, Tochter und Schwester. Das frühere Wohnhaus wurde seit 1940 als Landpolizeistation genutzt. Salomon Bravmann arbeitete bei einem Landwirt und erlangte ein drittes Mal Ausreisevisa. Er fand auch eine Stelle auf einer südamerikanischen Farm, doch es war zu spät. Am 25. April 1942 wurden Selma und Salomon Bravmann nach Krasniczyn deportiert. Sie wurden im Raum Lublin ermordet, laut Stolperstein im Vernichtungslager Belzec. Über das Schicksal des Sohnes ist nichts näheres bekannt, im Biographischen Handbuch der Würzburger Juden ist er als „Oberrealschüler in Wü.“ (Würzburg) gelistet. |
|              | HIER WOHNTE SELMA BRAVMANN GEB. ROSENSTOCK JG. 1887 DEPORTIERT 1942 ERMORDET IN BELZEC             | Karwinkel ·          | Selma Bravmann geb. Rosenstock wurde am 25. Mai 1887 in Laudenbach, Kreis Mergentheim, geboren. Ihre Eltern waren Isaak Rosenstock und Bertha. Sie hatte zumindest einen Bruder, Adolf, geboren 1883, der später Weinhändler in Bingen am Rhein wurde. Sie heiratete den Viehhändler Salomon Bravmann und zog zu ihm nach Höchberg. Sie wohnten im Haus Nr. 547. Das Paar hatte mindestens einen Sohn, Max, geboren am 17. Oktober 1908 in Heidingsfeld. Im Rahmen der Novemberpogrome 1938 wurde ihr Ehemann verhaftet und nach Dachau verschleppt. Nach seiner Entlassung stellte er Anträge für Einreisevisa in die USA und verkaufte sofort allen Grund und Boden. Der Verkaufserlös kam auf ein Sperrkonto und die Eheleute hatten keinen Zugriff. Samuel Bravmann war „so sehr in seiner Heimat verwurzelt“, so die Website Jüdisches Unterfranken, dass er das erste und das zweite Ausreisevisum verfallen ließ. Da sie kein Haus mehr besaßen, wohnten die Eheleute ab 1940 im Gebäude der ehemaligen Präparandenschule, gemeinsam mit dem pensionierten Lehrer Emanuel Eldod sowie dessen Frau, Tochter und Schwester. Selmas Ehemann erlangte ein drittes Mal Ausreisevisa und fand eine Stelle auf einer südamerikanischen Farm, doch es war zu spät. Am 25. April 1942 wurden Selma und Salomon Bravmann nach Krasniczyn deportiert. Sie wurden im Raum Lublin ermordet, laut Stolperstein im Vernichtungslager Belzec. Auch Bruder, Schwägerin und Neffe wurden vom NS-Regime im Zuge der Shoah ermordet. Für sie wurden Stolpersteine in Bingen am Rhein verlegt, vor dem Haus Rochusstraße 3. Über das Schicksal des Sohnes ist nichts näheres bekannt, im Biographischen Handbuch der Würzburger Juden ist er als „Oberrealschüler in Wü.“ (Würzburg) gelistet. |
|              | HIER WOHNTE EMANUEL ELDOD JG. 1863 DEPORTIERT 1942 THERESIENSTADT ERMORDET 10.11.1942              | Sonnemannstraße 15 · | Emanuel Eldod, auch Menachem, wurde am 25. September 1863 in Höchberg geboren. Seine Eltern waren Samuel Eldod (1823–1920) und Regina Rachel geb. Bachmann (um 1930–1912). Er hatte zumindest zwei jüngere Geschwister, Naftali, geboren am 14. November 1870 in Höchberg, und Recha, geboren am 18. Mai 1880 in Kleinerdlingen. Er wurde Lehrer und heiratete Miriam geb. Eldod. Das Paar bekam zehn Kinder, darunter Naftali (geboren 1899), Sarah (geboren 1900), Rifka (geboren 1902) und Simon (geboren 1906). Er unterrichtete jahrzehntelang an der Israelitischen Präparandenschule von Höchberg. 1929 wurde er als Hauptlehrer pensioniert. Ab April 1942 wohnte das Ehepaar zwangsweise im Israelitischen Altersheim in der Dürerstraße 20 in Würzburg. Am 24. September 1942 wurden Emanuel Eldod, seine Ehefrau und sein Bruder von Nürnberg aus mit dem Transport II/26 in das Konzentrationslager Theresienstadt deportiert. Die Transportnummern von Emanuel und seiner Frau waren 87 und 88, die seines Bruders war 89. Die Eheleute überlebten dort nur knapp zwei Monate, am 10. November 1942 starb Emanuel Eldod, zwei Tage später auch seine Frau. Zumindest drei seiner Kinder wurden ebenfalls im Zuge der Shoah ermordet, Naftali 1941 im KZ Jungfernhof von Riga, Sarah Katz und ihr Ehemann 1942 in Auschwitz und Rifka 1942 in Belzec. Sein Bruder wurde ebenfalls in Theresienstadt ums Leben gebracht, die Schwester in Belzec. Zwei Söhnen, Simon und Moshe, gelang die Emigration in das damalige Mandatsgebiet Palästina. |
|              | HIER WOHNTE MIRIAM ELDOD GEB. ELDOD JG. 1872 DEPORTIERT 1942 THERESIENSTADT ERMORDET 12.10.1942    | Sonnemannstraße 15 · | Miriam Eldod geb. Eldod, auch Mirjam, wurde am 22. Mai 1872 in Kleinerdlingen bei Nördlingen geboren. Ihre Eltern waren Elias Eldod (1826–1903) und Bella geb. Sonn (1835–1922). Sie hatte mindestens vier Geschwister, darunter die drei Schwestern Sarah, Hina und Zerle. Sie heiratete den Lehrer Emanuel Eldod. Das Paar bekam zehn Kinder, darunter Naftali (geboren 1899), Sarah (geboren 1900), Rifka (geboren 1902) und Simon (geboren 1906). Ihr Ehemann wurde 1929 als Hauptlehrer pensioniert. Ab April 1942 wohnte das Ehepaar zwangsweise im jüdischen Altersheim in der Dürerstraße 20 in Würzburg. Am 24. September 1942 wurden Miriam Eldod, ihr Ehemann und ihr Schwager von Nürnberg aus mit dem Transport II/26 in das Konzentrationslager Theresienstadt deportiert. Die Transportnummern von Emanuel und Miriam Eldod waren 87 und 88, die des Schwagers war 89. Die Eheleute überlebten dort nur knapp zwei Monate, am 10. November 1942 starb ihr Ehemann, zwei Tage später auch Miriam Eldod. Zumindest drei ihrer Kinder wurden ebenfalls im Zuge der Shoah ermordet, Naftali 1941 im KZ Jungfernhof von Riga, Sarah Katz und ihr Ehemann 1942 in Auschwitz und Rifka 1942 in Belzec. Zwei Söhnen, Simon und Moshe, gelang die Emigration in das damalige Mandatsgebiet Palästina, sie überlebten. |
|              | HIER WOHNTE RECHA ELDOD GEB. ELDOD JG. 1880 DEPORTIERT 1942 ERMORDET 1942 IN BELZEC                | Sonnemannstraße 15 · | Recha Eldod geb. Eldod wurde am 18. Mai 1880 in Kleinerdlingen geboren. Die Seite „Wir wollen uns erinnern“ gibt als Geburtsort Maßbach an. Ihre Eltern waren Samuel Eldod (1823–1920) und Regina Rachel geb. Bachmann (um 1930–1912). Sie hatte zumindest zwei ältere Brüder, Emanuel, geboren am 25. September 1863 in Höchberg, und Naftali, geboren am 14. November 1870 ebenfalls in Höchberg. Sie wurde Krankenschwester. Recha Eldod wohnte zuletzt mit ihrem Bruder Emanuel, dessen Frau Miriam, deren Tochter Rifka und dem Ehepaar Bravmann in der ehemaligen Präparandenschule Höchberg. Zu dieser Zeit war sie bereits Rentnerin. Unter den Nazis diente das Gebäude als Sammelstelle. Bruder und Schwägerin übersiedelten nach Würzburg. Gemeinsam mit ihrer Nichte Rifka und dem Ehepaar Bravmann wurde Recha Eldod am 25. April 1942 in das Ghetto Krasniczyn deportiert. Es gab danach kein Lebenszeichen mehr, laut Stolperstein wurden Recha Eldod und ihre Nichte im Vernichtungslager Belzec ermordet. Beide Brüder und die Schwägerin wurden im Konzentrationslager Theresienstadt ermordet, auch weitere Verwandte wurden im Rahmen der Shoah ums Leben gebracht. |
|              | HIER WOHNTE RIFKA ELDOD JG. 1902 DEPORTIERT 1942 ERMORDET 1942 IN BELZEC                           | Sonnemannstraße 15 · | Rifka Eldod kam als Tochter von Emanuel Eldod und Miriam geb. Eldod am 24. Oktober 1902 in Höchberg zur Welt. Sie hatte zwei Brüder, Naftali und Simon. Von 1933 bis 1936 arbeitete sie am Israelitischen Kranken- und Pfründnerhaus in Würzburg als Krankenschwester. Um 1940 wohnte sie – gemeinsam mit den Eltern, der Tante Recha sowie Salomon und Selma Bravmann – im Gebäude der ehemaligen Israelitischen Präparandenschule Höchberg. An der Schule, wo ihr Vater jahrzehntelang unterrichtet hatte, brachten die NSDAP-Anhänger mit Vorliebe die Zeitschrift Der Stürmer an. Rifka Eldod und ihre Tante wurden am 25. April 1942 gefangen genommen und nach Krasniczyn bei Lublin deportiert. Beide wurden im Raum Lublin ermordet, laut Stolperstein im Vernichtungslager Belzec. Auch ihre Eltern, Onkel Naftali, Schwester Sarah und Bruder Naftali wurden vom NS-Regime im Zuge der Shoah ermordet. Die Eltern und der Onkel verloren ihr Leben in Theresienstadt, die Schwestern in Auschwitz und der Bruder in Riga. Zwei Brüder, Simon und Moshe, konnten flüchten und überleben. |
|              | HIER WOHNTE THERESIA KURZMANN GEB. HÜCHBERGER JG. 1880 DEPORTIERT 1941 RIGA - JUNGFERNHOF ERMORDET | Sonnemannstraße 15   | Theresia Kurzmann |
|              | HIER WOHNTE RAPHAEL KURZMANN JG. 1886 VERHAFTET 26.10.1939 KZ SACHSENHAUSEN ERMORDET               | Sonnemannstraße 15   | Raphael Kurzmann (1886–1939) |

## Verlegedatum

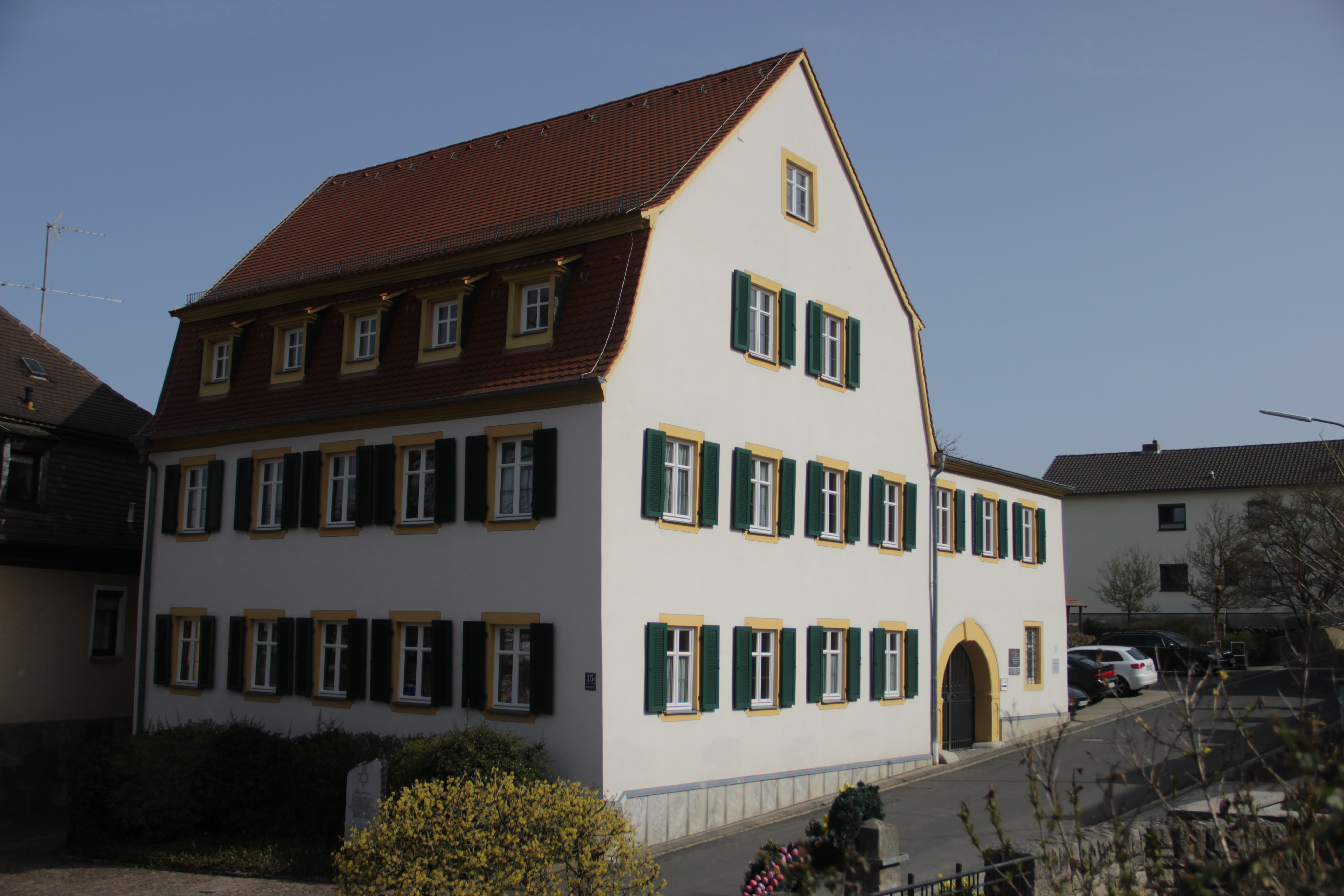
Ehem. israelitische Präparanden- und Bürgerschule, Verlegeort von sechs Stolpersteinen

- 23. September 2008: Sonnemannstraße 15
- 27. Juli 2020: Winterleitenweg 24 g
- 10. November 2023: Sonnemannstraße 15